# Vem är Harry Crumb?
Vem är Harry Crumb? (original Who's Harry Crumb?) är en amerikansk mysteriekomedi från 1989, regisserad av Paul Flaherty.

## Rollista
| John Candy       | – Harry Crumb              |
| Jeffrey Jones    | – Eliot Draisen            |
| Annie Potts      | – Helen Downing            |
| Tim Thomerson    | – Vince Barnes             |
| Barry Corbin     | – P.J. Downing             |
| Shawnee Smith    | – Nikki Downing            |
| Valri Bromfield  | – Detective Casey          |
| Renée Coleman    | – Jennifer Downing         |
| Wesley Mann      | – Tim                      |
| Doug Steckler    | – Dwayne                   |
| Tamsin Kelsey    | – Marie                    |
| Joe Flaherty     | – Doorman                  |
| Lori O'Byrne     | – Karen                    |
| Michele Goodger  | – Mrs. MacIntyre           |
| Beverley Elliott | – Joanne                   |
| P. Lynn Johnson  | – Kelly                    |
| Peter Yunker     | – Jeffrey Brandt           |
| Garwin Sanford   | – Dennis Kimball           |
| Tony Dakota      | – Freddy                   |
| Manny Perry      | – Cop in car               |
| Tino Insana      | – Smokey                   |
| Deanna Oliver    | – Woman in apartment       |
| Jim Belushi      | – Man on bus (okrediterad) |